# كوميديا مسيحية
الكوميديا المسيحيّة هي إحدى مناحي الكوميديا الهادفة المقدمة نحو الجمهور المسيحي. وعادًة ما تقام العروض في مواقع وأماكن التي ترعاها الكنيسة.
غالبًا ما تحتوي الكوميديا المسيحية على مراجع مسيحية، على الرغم من أن هذا ليس شرطًا. في الآونة الأخيرة، ظهرت بعض المؤدين البارزين مثل فيكتوريا جاكسون، تيم كونواي، سندباد، وباتريشيا هيتون على سلسلة دي في دي (DVD) للسوق المسيحي بعنوان «أنت تضحك». ويتزايد استخدام الكوميديا المسيحية باعتبارها كوميديا التوعية، مع الفكرة القائلة بأن العرض الكوميدي هو وسيلة رائعة لجلب الناس إلى الكنيسة. تستخدم الكوميديا المسيحية أيضًا كوسيلة لتجديد وتحديث روح أعضاء الكنيسة، استنادا إلى مرور الكتاب المقدس الذي يقول الضحك جيد للقلب، مثل الطب.